# Zelfrijdend werktuig

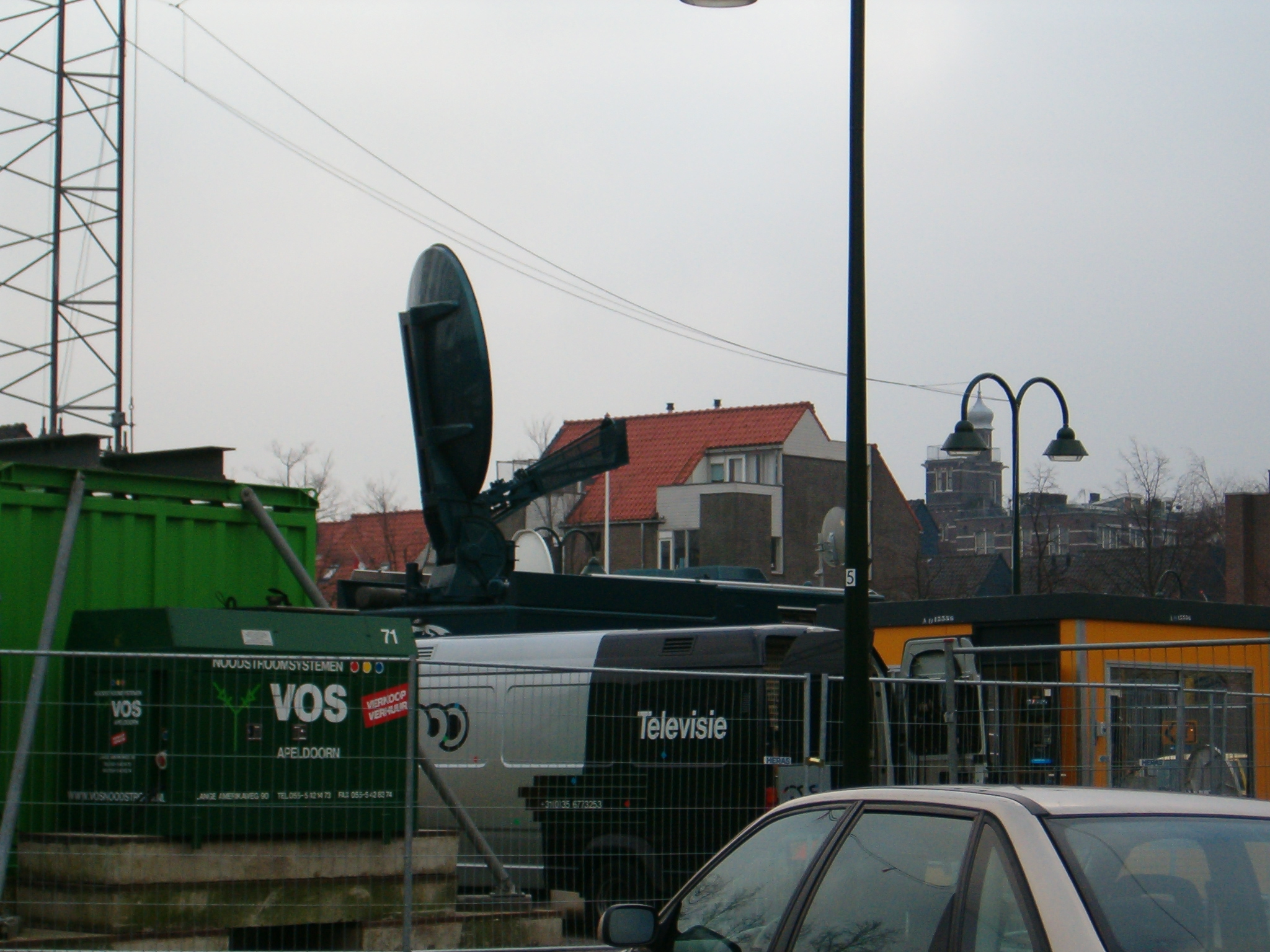
auto voor telecommunicatie

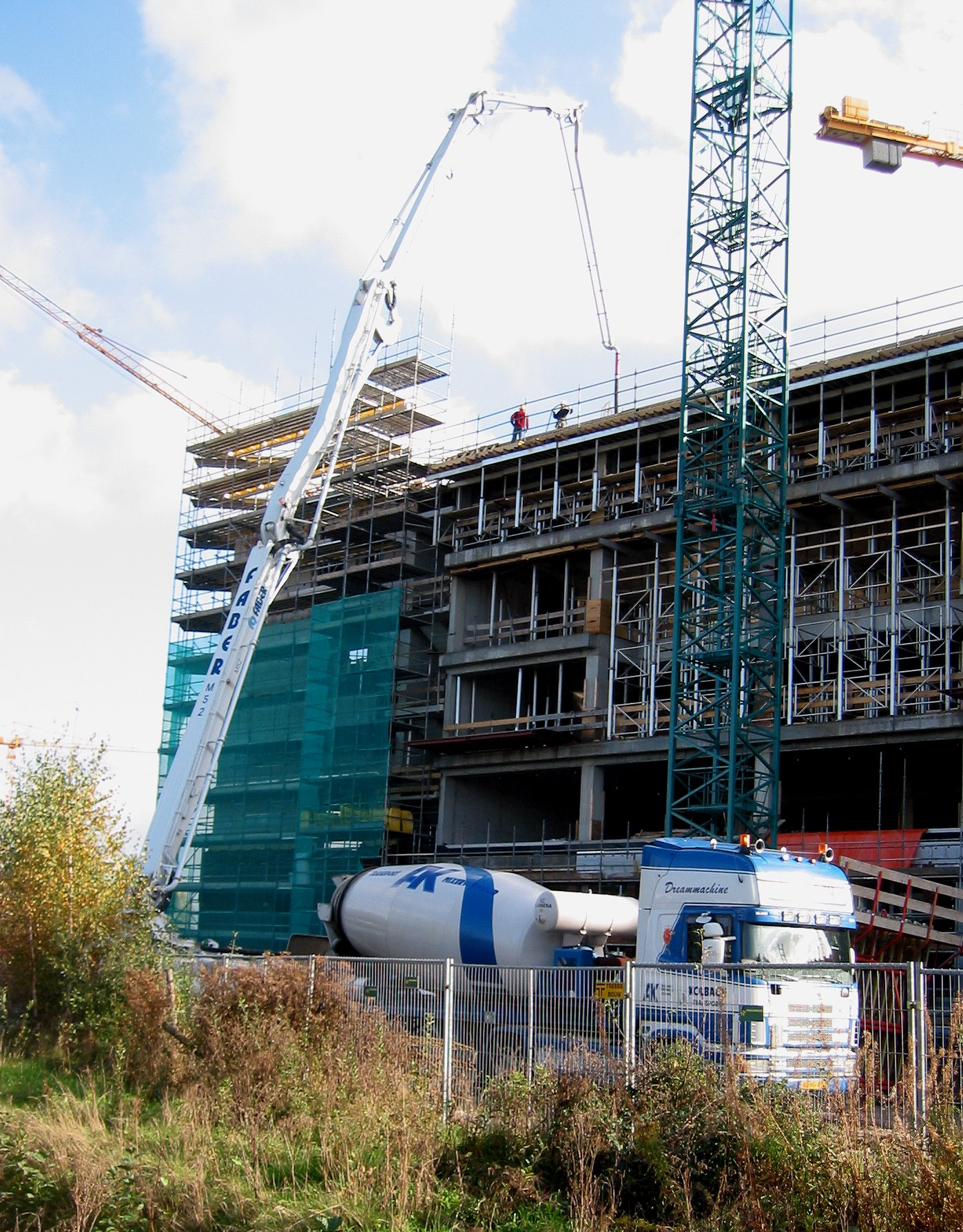
Zelfrijdende betonpomp en betonmolen

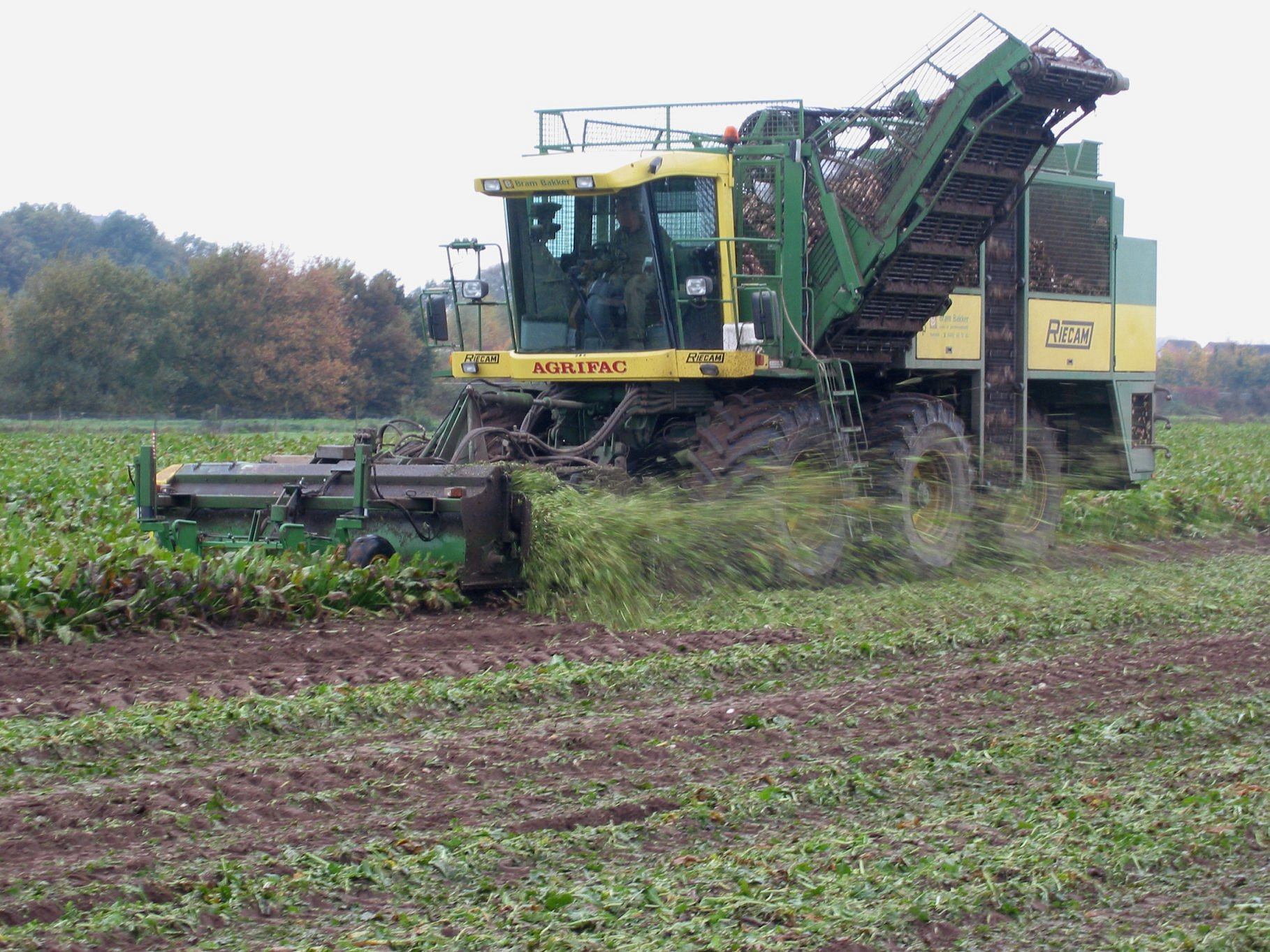
zesrijige suikerbietenbunkerrooier

Een zelfrijdend werktuig is een werktuig, gecombineerd met een voertuig met eigen aandrijving. Het voertuig is dan voorzien van een motor. Alternatieven zijn een getrokken of geduwd voertuig, of een stationaire machine. De voordelen treden gewoonlijk bij gebruik op, de nadelen blijken bij stilstand.

## Voordelen
Voordeel van een zelfrijdend voertuig is dat het speciaal aangepast kan worden voor de activiteit. Ander voordeel is dat er geen storingsgevoelige overbrenging is van het trekkende voertuig naar het getrokken materieel. Verder kan bijvoorbeeld een zelfrijdende telescoopkraan door zijn machinist naar een klus gereden worden, terwijl een (stationaire) torenkraan door een chauffeur met vrachtwagen gebracht moet worden en soms nog door een opbouwploeg geassembleerd moet worden.
Ook is een zelfrijder gewoonlijk compacter dan een trekkercombinatie, wat in krappe werkruimtes belangrijk is. In steden kan een getrokken veegmachine bijvoorbeeld niet in hoeken en kleine straatjes komen, in de landbouw zal een getrokken rooimachine de hoeken van de akker alleen na manoeuvreerwerk kunnen bereiken.

## Nadelen
De nadelen van een zelfrijdende machine treden vooral aan het licht als hij niet gebruikt wordt. De investering moet rendabel zijn, wat onzeker kan zijn als de machine het grootste gedeelte van de tijd stilstaat. Dat kan het geval zijn bij seizoensafhankelijke activiteiten zoals rooien en bij machines die alleen onder bijzondere omstandigheden ingezet worden, zoals apparatuur voor rampenbestrijding of voor periodiek onderhoud. Machines voor sterk conjunctuurafhankelijke activiteiten kunnen onder omstandigheden zelfs jarenlang onbenut blijven.
Een zelfrijder kost gewoonlijk ook meer opslagruimte, maar dat wordt soms gecompenseerd doordat er minder trekkers  of duwers nodig zijn, zoals tractoren, vrachtauto's of locomotieven. 

## Voorbeelden
Landbouw
- Zelfrijdende mestinjecteur
- zelfrijdende rooimachine voor bijvoorbeeld bieten en aardappelen.
- Maaidorser

Weg- en waterbouw
- Asfaltfrees
- Telescoopkraan
- Veegmachine
- Zelfrijdende betonpomp

Telecommunicatie
- verbindingswagen

Spoorwegen
- spooronderhoudsmachine